# 鬼哭転生
『鬼哭転生（きこくてんしょう）』は、日本のヘヴィメタルバンド陰陽座の1stアルバム。1999年12月5日発売。オリジナル盤の発売元は魍魎の匣。

## 概要
- 陰陽座のデビューアルバム。
- 2002年1月10日、2004年1月7日にも、それぞれ再発売されている。
- 当時はメンバー各々の仕事とバンド活動を並行して行っていた為、荒削りな仕上がりになっていると瞬火は語っている。

## 収録曲
1. 降臨（こうりん）
（作曲：瞬火）
  - インスト。
2. 眩暈坂（めまいざか）
（作詞・作曲：瞬火）
  - 瞬火が歌を、黒猫が台詞を担当する。「眩暈坂」とは京極夏彦の小説『姑獲鳥の夏』に登場する地名であり、この小説をテーマとした曲である。
3. 鬼（おに）
（作詞：瞬火、作曲：招鬼）
4. 逢魔刻（おうまがどき）
（作詞・作曲：瞬火）
5. 文車に燃ゆ恋文（ふぐるまにもゆこいぶみ）
（作詞・作曲：瞬火）
6. 氷の楔（こおりのくさび）
（作詞・作曲：黒猫）
  - 雪女の叶わぬ恋慕をテーマとした曲。黒猫が手掛けた「最高のバラード」として親しまれる。
7. 鬼斬忍法帖（おにきりにんぽうちょう）
（作詞・作曲：瞬火）
  - 瞬火曰く「デビューして以来、ライブで最も多く演奏されてきた曲」。
8. 百の鬼が夜を行く（ひゃくのおにがよるをゆく）
（作詞：瞬火、作曲：招鬼・瞬火）
  - 招鬼が初めて陰陽座の為に作曲したナンバーであるという。
9. 陰陽師（おんみょうじ）
（作詞・作曲：黒猫）
  - 陰陽座の代表曲。
10. 亥の子唄（いのこうた）
（作詞・地方民謡、作曲：瞬火）
  - 地方民謡を瞬火がメタル風にアレンジしたもの。